# Ivan Francescato
Ivan Francescato (Treviso, 10 de febrero de 1967 — 19 de enero de 1999) fue un jugador italiano de rugby que se desempeñó mayoritariamente como centro.

## Selección nacional
Fue convocado a la Azzurri por primera vez en octubre de 1990 para enfrentar a los Stejarii, formó parte del equipo que se consagró campeón del Trofeo FIRA 1995–97; único título de su seleccionado y disputó su último partido en noviembre de 1997 ante los Springboks. En total jugó 38 partidos y marcó 16 tries para un total de 77 puntos (un try valía 4 puntos hasta 1993).

### Participaciones en Copas del Mundo
Disputó las Copas del Mundo de Inglaterra 1991 donde jugó como medio scrum, fue titular en todos los partidos y le marcó un try a las Águilas y Sudáfrica 1995 donde jugó como centro y también fue titular en todos los partidos. En ambos torneos la Azzurri fue eliminada en fase de grupos.
| Mundial                       | Sede       | Resultado    | PJ | Tries |
| ----------------------------- | ---------- | ------------ | -- | ----- |
| Copa Mundial de Rugby de 1991 | Inglaterra | Primera fase | 3  | 1     |
| Copa Mundial de Rugby de 1995 | Sudáfrica  | Primera fase | 3  | 0     |

## Palmarés
- Campeón del Rugby Europe International Championships de 1995–97.
- Campeón del Eccellenza de 1988-89, 1991-92, 1996-97 y 1997-98.
- Campeón del Trofeo de Excelencia de 1997-98.